# Гринёв, Владимир Михайлович
Владимир Михайлович Гринёв — советский хозяйственный и государственный деятель, лауреат Государственной премии СССР за выдающиеся достижения в труде.

## Биография
Родился в 1932 году в селе Нагут. Член КПСС.
Окончил Рижское архитектурное ремесленное училище.
В 1950—1955 годах — краснодеревщик Рижского мебельного комбината.
В 1955—1959 годах — участник освоения целины, рабочий-строитель совхозов «Таналыкский» и «Ириклинский» в Гайском районе Оренбургской области.
В 1959—1994 годах — бригадир комплексной бригады СУ-2 треста «Южуралтяжстрой».
За внедрение годовых планов загрузки бригад и поточных методов строительства был в составе коллектива удостоен Государственной премии СССР за выдающиеся достижения в труде 1980 года.
Почетный гражданин Гайского района (1999).
Умер в 2009 году в Гае.

## Награды
- Орден Трудового Красного Знамени (1974)
- Орден Знак Почёта (1966)
- Орден Трудовой Славы III степени (1977)